# Tajuria cippus
Tajuria cippus är en fjärilsart som beskrevs av Fabricius 1798. Tajuria cippus ingår i släktet Tajuria och familjen juvelvingar. Inga underarter finns listade i Catalogue of Life.

## Bildgalleri

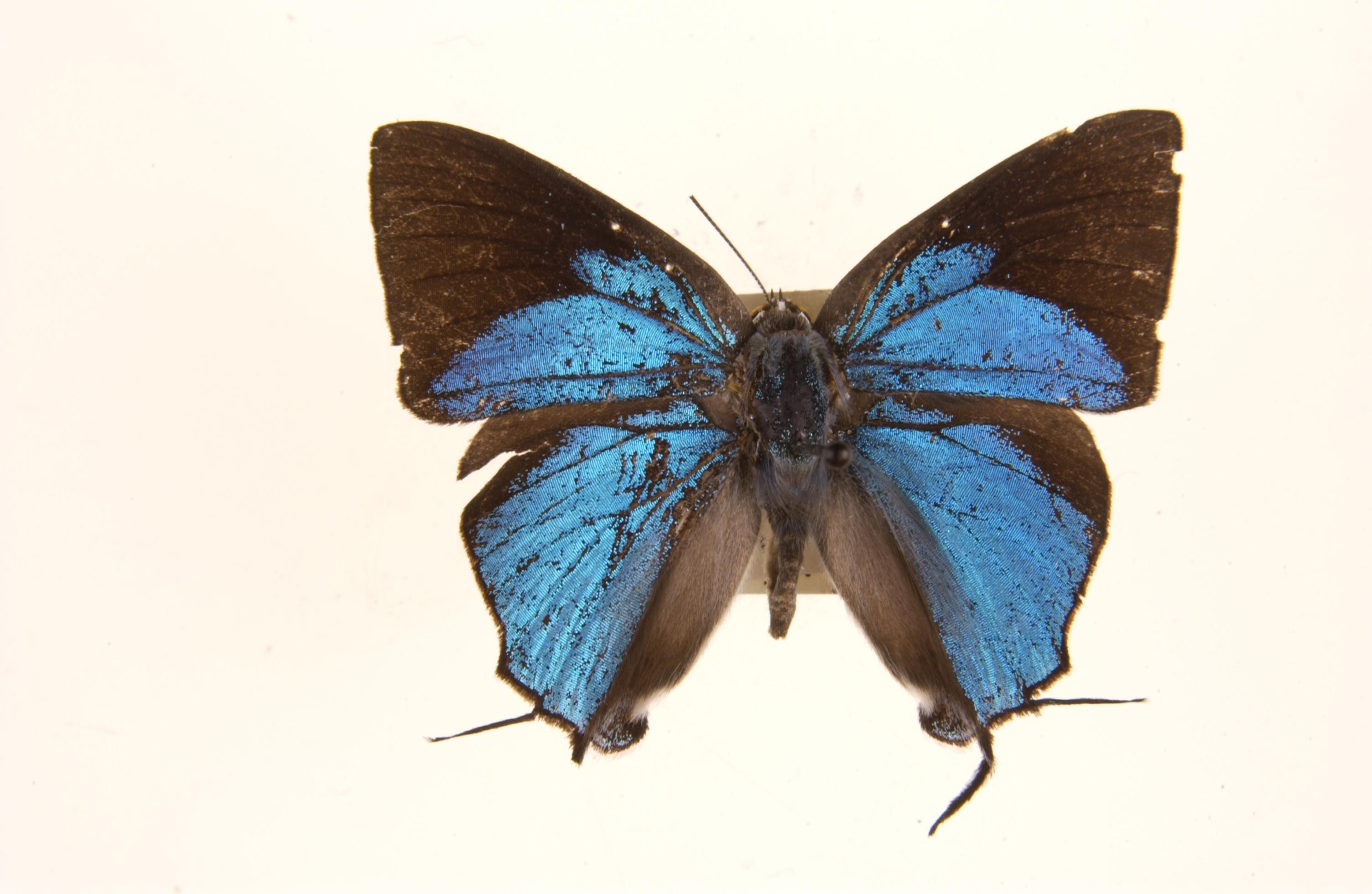
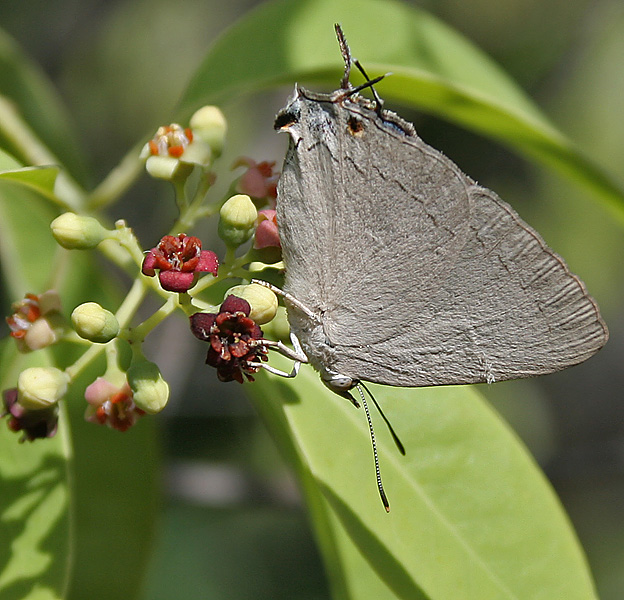
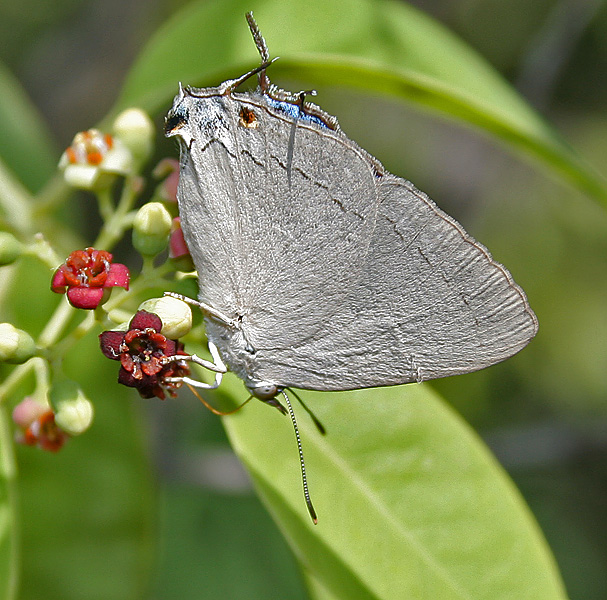
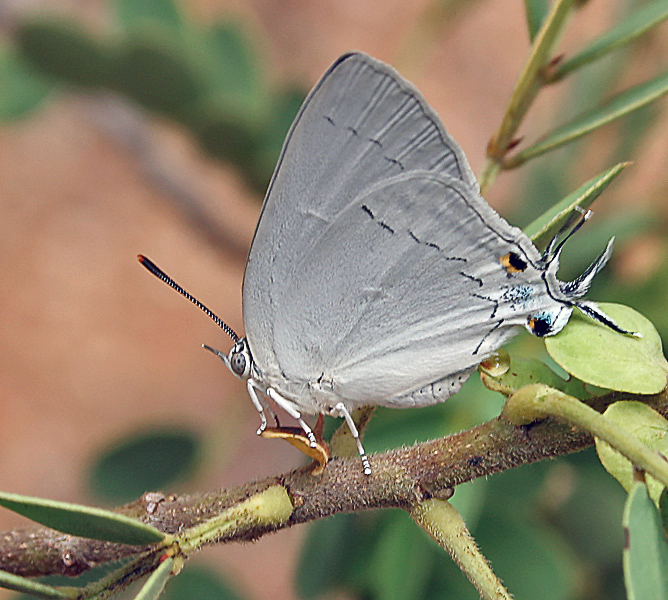
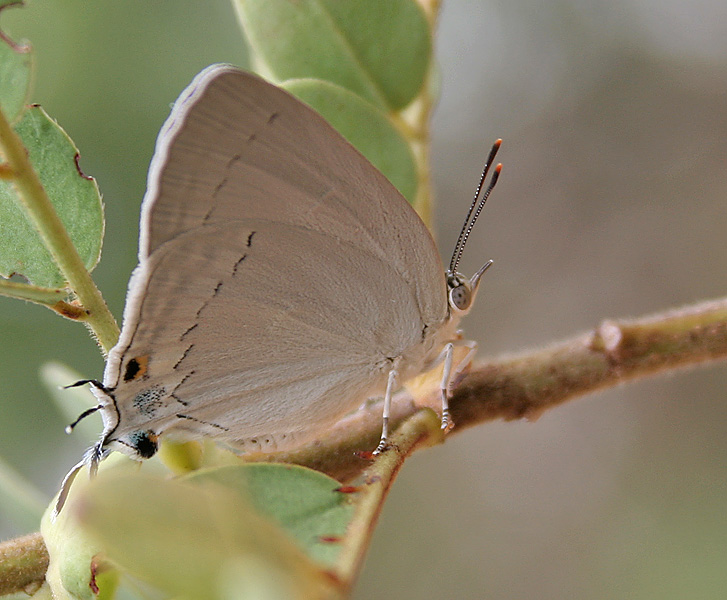
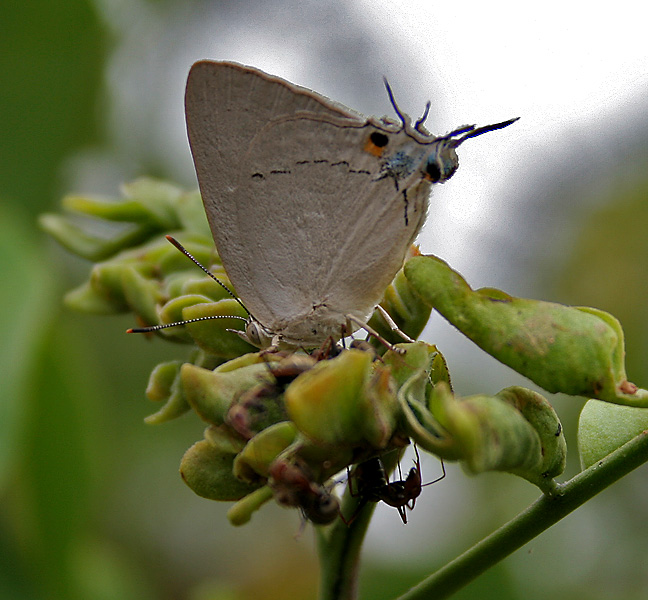